# Institute of Management Sciences, Lahore
Institute of Management Sciences (IMS Lahore), tidigare känt som Pak-American Institute of Management Sciences (Pak-AIMS), är ett universitet som etablerades av organisationen AKEF i stadsdelen Gulberg i staden Lahore, delstaten Punjab i Pakistan, 1987. Universitetet erbjuder grund- och forskarutbildning inom management (industriell ekonomi) samt datavetenskap. Ordförande är Dr Khalid Ranjha. Rektor är guvernören i Punjab, Pakistan.
IMS hade år 2012 över 1400 elever vid två campus och 110 lärare, som undervisar 170 kurser enligt ett treterminssystem.[källa behövs] Universitetet klassas som kategori W, "Institutions meeting major requirements", av Higher Education Commission (HEC) i Pakistan, vilket innebär att det krävs fyra års studier på kandidatnivå inom naturvetenskap och teknik, eller tre års studier i humaniora/samhällsvetenskap, för att utbildningen ska betraktas motsvara svensk kandidatexamen.

## Historik
Institutet grundades ursprungligen i Lahore 1986 som Canadian School of Management - Lahore Learning Center . Senare ändrades namnet till  The Pak-American Institute of Management Sciences (Pak-AIMS) för att återspegla institutets avtal med College of Staten Island of City University of New York (CSI/CUNY), USA.

## Campus
- Campus, Gulberg III, Lahore
- Canal view campus Gulberg, Lahore